# Nardo di Cione
Nardo di Cione (aktywny w latach 1343–1365) – florencki malarz, rzeźbiarz i architekt, tworzył w okresie późnego średniowiecza.

## Życiorys
Nardo di Cione był bratem Andrei di Cione, nazywanego Orcagną, Jacopo di Cione oraz  Benciego i  Matteo di Cione.
Co najmniej trzej z ww. : Nardo, Andrea i Jacopo należeli do malarskiego cechu we Florencji. Bracia współpracowali przy tworzeniu wielu dzieł, wśród nich wystroju kaplicy Strozzich w kościele Santa Maria Novella we Florencji. Podczas gdy Orcagna tworzył obrazy nastawy ołtarzowej, Nardo namalował freski przedstawiające Sąd Ostateczny, Raj i Piekło. Nardo di Cipione namalował je w 1356, współpracując z Giovannim del Biondo.
Na twórczość Nardo wywarł ogromny wpływ Giotto di Bondone.
Wśród dzieł przypisywanych Nardo di Cione wymienić należy Ukrzyżowanie z ołtarza głównego, dzisiaj w Galerii Uffizi we Florencji, Madonnę z Dzieciątkiem (Minneapolis Institute of Art w Minneapolis) oraz Madonnę z Dzieciątkiem, św. Piotrem i św. Janem Ewangelistą (National Gallery of Art w Waszyngtonie). Pozostałości fresków przypisywanych Nardo di Cione znajdują się również w kościele Badia Fiorentina we Florencji.